# Verwaltungsgemeinschaft Kindelbrück
In der Verwaltungsgemeinschaft Kindelbrück aus dem thüringischen Landkreis Sömmerda haben sich vier Gemeinden zur Erledigung ihrer Verwaltungsgeschäfte zusammengeschlossen.
Sitz der Verwaltungsgemeinschaft ist in der Landgemeinde Kindelbrück.

## Die Gemeinden
- Büchel
- Griefstedt
- Günstedt
- Kindelbrück, Landgemeinde

## Geschichte
Die Verwaltungsgemeinschaft wurde am 1. Januar 1991 gegründet. Günstedt und Herrnschwende wurden zum 18. Juni 1994 aufgenommen. Im Rahmen der Gebietsreform in Thüringen schlossen sich die Mitgliedsgemeinden Bilzingsleben, Frömmstedt, Kannawurf und Kindelbrück am 1. Januar 2019 zur Landgemeinde Kindelbrück zusammen. Gleichzeitig verließ Herrnschwende die Verwaltungsgemeinschaft und wurde nach Weißensee eingemeindet. Zum 1. Januar 2023 wurde Riethgen nach Kindelbrück eingemeindet.